# Maslog

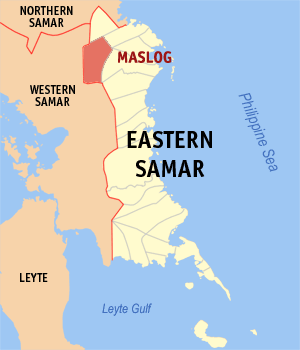
Bản đồ Đông Samar với vị trí của Maslog

Maslog là một đô thị hạng 5 ở tỉnh Đông Samar, Philippines. Theo điều tra dân số năm 2000 của Philipin, đô thị này có dân số 4.009 người trong 723 hộ.

## Các đơn vị hành chính
Maslog được chia ra 12 barangay.
- Bulawan
- Carayacay
- Libertad
- Malobago
- Maputi
- Barangay 1
- Barangay 2
- San Miguel
- San Roque
- Tangbo
- Taytay
- Tugas